# Junak Drohobycz

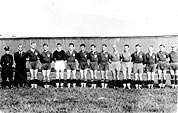
Zawodnicy klubu

Junak Drohobycz (oficjalna nazwa: Wojskowo-Cywilny Klub Sportowy „Junak" Drohobycz) – polski klub piłkarski, założony w 1931 w kresowej miejscowości - Drohobyczu.

## Historia
Chronologia nazw:
- 1931: KSPWiWF [Klub Sportowy Przysposobienia Wojskowego i Wychowania Fizycznego] Junak Drohobycz
- 03.1937: WCKS [Wojskowo-Cywilny Klub Sportowy] Junak Drohobycz
- 1939: klub rozwiązano

Protoplastą Junaka była nieoficjalna filia lwowskiego klubu Czarnych założona w 1922 roku w Drohobyczu pod nazwą Sokoli K.S. Czarni, której zawodnicy wywodzili się ze środowiska Sokolego. W 1930 klub zmienił swoją nazwę z „Czarni" na „Strzelec" (przy okazji zrywając więzy z Sokołem). W 1931 klub przeszedł pod opiekę administracji państwowej i na jego bazie został utworzony nowy klub o nazwie: Klub Sportowy Przysposobienia Wojskowego i Wychowania Fizycznego „Junak". Pod taką nazwą drużyna zaczęła piąć się w górę: 1932 - mistrzostwo klasy C i 1934 - mistrzostwo klasy B podokręgu karpackiego. W marcu 1937 dotychczasowa nazwa zostaje zmieniona na: Wojskowo-Cywilny Klub Sportowy „Junak" a prezesem wybrano oficera Wojska Polskiego dr. Mieczysława Młotka, którego uważa się za ojca sukcesów klubu przerwanych przez wojnę. Mieczysław Młotek zaskarbił sobie przychylność i wsparcie lokalnych przemysłowców (w Drohobyczu odkryto znaczne zasoby ropy naftowej) i sprowadził mnóstwo ligowych graczy z najlepszych klubów w Polsce. Do ligi lwowskiej (jedna z najbardziej prestiżowych lig okręgowych w przedwojennej Polsce) WCKS „Junak" awansował już w 1937, a wygrał ją w sezonie 1938/1939. W tym czasie WCKS „Junak" był niemal pewnym kandydatem do wygrania swojej grupy eliminacyjnej do ligi państwowej. Poza „Junakiem" uczestniczyły w niej: Śląsk Świętochłowice, Legia Poznań i Śmigły Wilno. 27 sierpnia 1939 odbył się ostatni mecz „Junaka".
Przed 1939 działała także sekcja hokeja na lodzie klubu.
Kibice zespołu należeli w okresie międzywojennym do cieszących się najgorszą sławą w polskiej lidze.
II wojna światowa stanowi koniec historii tego klubu. We wrześniu 1939 M. Młotek ewakuował drużynę Junaka poza granice Polski. Większość piłkarzy "Junaka" wraz ze swym prezesem, płk. Młotkiem, uczestniczyła w działaniach wojennych w szeregach Wojsk Polskich na Zachodzie, stanowiąc jednocześnie trzon sławnego wojskowego zespołu piłkarskiego Karpatczyków, złożonych również z byłych zawodników m.in. Pogoni i Czarnych Lwów.

## Słynni zawodnicy
- Antoni Komendo-Borowski
- Bolesław Habowski
- Stanisław Geruli